# Ancistrorhynchus (plante)
Pour les articles homonymes, voir Ancistrorhynchus.
Genre
Ancistrorhynchus est un genre de plantes de la famille des Orchidées.

## Liste d'espèces
Selon Catalogue of Life (16 décembre 2017) :
- Ancistrorhynchus ischnurus L'Hardy, 1963

Selon NCBI (16 décembre 2017) :
- Ancistrorhynchus capitatus
- Ancistrorhynchus cephalotes
- Ancistrorhynchus metteniae
- Ancistrorhynchus paysanii
- Ancistrorhynchus recurvus
- Ancistrorhynchus straussii

Selon The Plant List (16 décembre 2017) :
- Ancistrorhynchus akeassiae Pérez-Vera
- Ancistrorhynchus brevifolius Finet
- Ancistrorhynchus capitatus (Lindl.) Summerh.
- Ancistrorhynchus cephalotes (Rchb.f.) Summerh.
- Ancistrorhynchus clandestinus (Lindl.) Schltr.
- Ancistrorhynchus constrictus Szlach. & Olszewski
- Ancistrorhynchus crystalensis P.J.Cribb & Laan
- Ancistrorhynchus laxiflorus Mansf.
- Ancistrorhynchus metteniae (Kraenzl.) Summerh.
- Ancistrorhynchus ovatus Summerh.
- Ancistrorhynchus parviflorus Summerh.
- Ancistrorhynchus paysanii Senghas
- Ancistrorhynchus recurvus Finet
- Ancistrorhynchus refractus (Kraenzl.) Summerh.
- Ancistrorhynchus schumannii (Kraenzl.) Summerh.
- Ancistrorhynchus serratus Summerh.
- Ancistrorhynchus straussii (Schltr.) Schltr.
- Ancistrorhynchus tenuicaulis Summerh.

Selon Tropicos (16 décembre 2017) (Attention liste brute contenant possiblement des synonymes) :
- Ancistrorhynchus akeassiae Pérez-Vera
- Ancistrorhynchus brevifolius Finet
- Ancistrorhynchus brunneomaculatus (Rendle) Schltr.
- Ancistrorhynchus capitatus (Lindl.) Summerh.
- Ancistrorhynchus cephalotes (Rchb. f.) Summerh.
- Ancistrorhynchus clandestinus (Lindl.) Schltr.
- Ancistrorhynchus constrictus Szlach. & Olszewski
- Ancistrorhynchus crystalensis P.J. Cribb & Laan
- Ancistrorhynchus durandianus (Kraenzl. ex De Wild. & T. Durand) Schltr.
- Ancistrorhynchus glomeratus (Ridl.) Summerh.
- Ancistrorhynchus laxiflorus Mansf.
- Ancistrorhynchus metteniae (Kraenzl.) Summerh.
- Ancistrorhynchus obovata Stévart
- Ancistrorhynchus ovatus Summerh.
- Ancistrorhynchus parviflorus Summerh.
- Ancistrorhynchus paysanii Senghas
- Ancistrorhynchus recurvus Finet
- Ancistrorhynchus refractus (Kraenzl.) Summerh.
- Ancistrorhynchus schumanni (Kraenzl.) Summerh.
- Ancistrorhynchus schumannii Summerh.
- Ancistrorhynchus serratus Summerh.
- Ancistrorhynchus stenophyllus Schltr.
- Ancistrorhynchus straussii (Schltr.) Schltr.
- Ancistrorhynchus tenuicaulis Summerh.